# Longtang (sockenhuvudort i Kina, Hunan Sheng, lat 28,44, long 111,40)
Longtang (kinesiska: 龙塘, 龙塘乡) är en sockenhuvudort i Kina. Den ligger i provinsen Hunan, i den södra delen av landet, omkring 160 kilometer väster om provinshuvudstaden Changsha. Antalet invånare är 24 679. Befolkningen består av 11 938 kvinnor och 12 741 män. Barn under 15 år utgör 15,0 %, vuxna 15-64 år 73 %, och äldre över 65 år 11,0 %.
Runt Longtang är det ganska tätbefolkat, med 185 invånare per kvadratkilometer. Longtang är det största samhället i trakten. I omgivningarna runt Longtang växer i huvudsak blandskog.
Genomsnittlig årsnederbörd är 1 952 millimeter. Den regnigaste månaden är maj, med i genomsnitt 358 mm nederbörd, och den torraste är december, med 48 mm nederbörd.